# Трудовое (Акмолинская область)
Трудовое (каз. Трудовое) — упразднённое село в Жаксынском районе Акмолинской области Казахстана. Ликвидировано в 2016 г. Входило в состав Жанакииминского сельского округа. Код КАТО — 115243500.

## Население
В 1999 году население села составляло 1572 человека (803 мужчины и 769 женщин). По данным переписи 2009 года, в селе проживали 154 человека (80 мужчин и 74 женщины).